# 중국, 위기일발!!
중국, 위기일발!!(中國, 危機一髮!!)은 한국의 동인 게임 제작 서클인 팀 디바이스가 제작한 미니 게임 형식의 동인 게임이다.

## 소개
2007년 5월에 인터넷상으로 공개 다운로드 배포가 개시되었다. 상하이 앨리스 환악단의 동방 프로젝트 시리즈를 원작으로 한 패러디 게임. 홍마관의 메이드인 사쿠야의 나이프를, 일명 중국이라는 별명을 지니고 있는 홍 메이링을 플레이어가 조종하여 피해내는 순발력 테스트식의 미니 게임이다. 온라인으로 랭킹서버가 운영되고 있었으나, 2009년 5월 10일에 중지되었다.

## 제작진
- 감독
  - ＃Loppa
- 그래픽
  - Poko
  - Russel
- 사운드
  - iNID
- Program
  - seita
  - mjmj
- 번역
  - ＃Loppa
  - 건전유성
- Special Thanks
  - Leona
  - Winbee
  - Scarf
  - Tamlin
  - areaz
  - antilove